# Paloma Moreno
Paloma Moreno Fernández (Santiago, 29 de marzo de 1983) es una actriz, modelo y locutora radial chilena, conocida por sus papeles en La Doña (2011) y Gemelas (2019) en Chilevisión.

## Biografía
Es la hija mayor de la ex Miss Chile Consuelo Fernández (quien trágicamente falleció de leucemia) y de Samuel Moreno.
A los 15 años, ganó el concurso Elite Model Look. Estudió actuación y egresó como actriz de la Universidad Finis Terrae. También estudió en Nueva York en la academia de Lee Strasberg.
En el 2010 se hizo conocida en el telefilm del bicentenario Monvoisin del director chileno Mario Velasco Carvallo y transmitida por UCV Televisión.
Participó en dos superproducciones de época dirigidas por Vicente Sabatini para Chilevisión: Manuel Rodríguez (2010), en la que interpretó a Catalina Larraín y Salas  y La Doña (2011), donde dio vida a Isadora Ximenez de Mendoza.
En 2012, forma parte del elenco de la película chilena Paseo de oficina, dirigida por el Rumpy, en ese mismo año participó en la película No de Pablo Larraín, que fue nominada al Oscar como mejor Película Extranjera y grabó la serie Bim Bam Bum, donde interpretó a Taty Monty.
En 2013 participó en la versión local de En terapia (adaptación de la serie transmitida por HBO), donde interpreta a Laura. Años después, la serie es estrenada por la plataforma Movistar Play.
En 2014 es contratada nuevamente por Chilevisión para formar parte del elenco de Las 2 Carolinas, donde interpretó a Carolina Salazar Recabarren.
En 2015, formó parte del elenco de la teleserie Matriarcas de TVN, donde interpretó a María Pepa Salgado.
En 2019, protagoniza la telenovela Gemelas de Chilevisión, donde interpreta un doble papel.
En 2022 participa como parte del elenco de la teleserie Hijos del Desierto de Megavisión interpretando a la cantante Margot Le Blanche.

## Filmografía

### Cine
| Películas | Películas            | Películas       | Películas           |
| Año       | Película             | Rol             | Director            |
| --------- | -------------------- | --------------- | ------------------- |
| 2012      | No                   | Francisca       | Pablo Larraín       |
| 2012      | Paseo de oficina     | Lorena          | Roberto Artiagoitía |
| 2017      | Gun Shy              | Mujer del hotel | Simon West          |
| 2024      | Historia & Geografía | Linda Mirada    | Bernardo Quesney    |

### Televisión
| Año       | Título               | Papel                                  | Notas                       | Notas |
| --------- | -------------------- | -------------------------------------- | --------------------------- | ----- |
| 2009      | Sin Anestesia        | Carolina                               | 1 episodio                  | CHV   |
| 2010      | Manuel Rodríguez     | Catalina Larraín y Salas               | Elenco principal            | CHV   |
| 2011–2012 | La Doña              | Isadora Ximénez de Mendoza             | Elenco principal            | CHV   |
| 2014      | Las Dos Carolinas    | Carolina Salazar                       | Elenco principal            | CHV   |
| 2015      | Matriarcas           | Josefa Salgado                         | 8 episodios                 | TVN   |
| 2019–2020 | Gemelas              | Luisa Rivera/ Dominga Vázquez de Acuña | Protagonista; 154 episodios | CHV   |
| 2021      | La torre de Mabel    | Mabel Andrade                          | Protagonista; 143 episodios | C13   |
| 2022      | Hijos del desierto   | Margot LeBlanche                       | Elenco principal            | Mega  |
| 2023–2024 | Generación 98        | Javiera Aldunate                       | Antagonista; 179 episodios  | Mega  |
| 2024–2025 | Los Casablanca       | Carla Paretti                          | ¿? episodios                | Mega  |
| 2025–2026 | Reunión de superados | Pilar Rodríguez                        | Elenco principal            | Mega  |

### Series
| Año  | Título                          | Papel              | Notas       |
| ---- | ------------------------------- | ------------------ | ----------- |
| 2009 | Monvoisin                       | Julia Aguirre      | Principal   |
| 2011 | 12 días que estremecieron Chile | Antonella Gambetti | 1 episodio  |
| 2013 | En terapia                      | Laura              | Reparto     |
| 2013 | Bim bam bum                     | Tati Monty         | Reparto     |
| 2018 | Mary & Mike                     | Isabel Morel       | 1 episodio  |
| 2019 | Los Espookys                    | Gregoria Santos    | 3 episodios |
| 2022 | La jauría 2                     | Fabiola            | 2 episodios |
| 2024 | I love Robin                    | Javiera Aldunate   | 2 episodios |

### Teatro
| 2011 | Casa de muñecas                 | Alfredo Castro           |
| 2012 | Distinto                        | Alfredo Castro           |
| 2014 | Un tranvía llamado deseo        | Alfredo Castro           |
| 2014 | El jardín de los cerezos        | Héctor Noguera           |
| 2016 | Sueño de una noche de verano    | Héctor Noguera           |
| 2017 | El padre                        | Marcelo Alonso           |
| 2017 | Dioses Suicidas                 | Cristián Plana           |
| 2019 | El misántropo                   | Álvaro Viguera           |
| 2022 | Arrau, el otoño del Emperador   | Francisco Krebs          |
| 2024 | El tiempo que no estuve         | Daniela Castillo         |
| 2024 | Generación 98', la prueba final | Los Contadores Auditores |

### Radio
- La comunidad sin anillo, (Radio Concierto, 2021)